# ابوطالب صارمی
ابوطالب صارمی (۱۲۹۲–۱۳۷۴) نویسنده و مترجم ایرانی بود. شهرت وی بیشتر به دلیل ترجمه کتاب معروف ظهور و سقوط رایش سوم اثر ویلیام شایرر است، او همچنین برای ترجمهٔ کتاب عصر ایمان در سال ۱۳۴۲ برندهٔ جایزه سلطنتی کتاب سال شد.

## آثار
- حمید عنایت، تفکر نوین سیاسی اسلام، تهران: امیرکبیر، ۱۳۶۲
- راهنمای ترجمه
- ظهور و سقوط رایش سوم
- عصر ایمان
- عصر ایدئولوژی
- چنگیزخان مغول فرمانروای سرزمین‌های سوخته
- انسان و سمبول‌هایش، کارل گوستاو یونگ، ترجمهٔ ابوطالب صارمی، ناشر: پایا، ۱۳۵۹
- برده آزادی‌بخش